# OGLE-2005-BLG-071L
OGLE-2005-BLG-071L는 전갈자리에 있는, 지구에서 약 9,500광년 떨어진 곳에 있는 겉보기 등급 +19.5의 항성이다. 이 별은 적색 왜성으로 생각되며, 우리 태양보다 훨씬 더 차갑고 어두울 것이다.

## OGLE-2005-BLG-071Lb
OGLE-2005-BLG-071Lb는 2005년 광학 중력렌즈 실험(OGLE)을 통해 발견한 외계 행성으로 중력렌즈 기법을 사용했다.
이 행성의 질량은 목성의 90퍼센트 수준이며 어머니 항성에서 1.8 천문단위 떨어져 있고, 공전 주기는 2900일 또는 7.9년이다. 질량이 크기 때문에 태양계의 목성형 행성과 흡사한 가스 행성임을 알 수 있다. 어머니 항성의 절대 등급이 태양의 약 0.0014배에 불과하기 때문에 행성의 표면 온도는 1.8 천문단위 정도로 가까운 거리에도 불구하고 명왕성 정도로 차가울 것이다.

## 같이 보기
- 광학 중력 렌즈 실험